# Shartshang Kelden Gyatsho
| Tibetische Bezeichnung                                                             |
| ---------------------------------------------------------------------------------- |
| Tibetische Schrift: ཤར་སྐལ་ལྡན་རྒྱ་མཚོ                                                  |
| Wylie-Transliteration: shar skal ldan rgya mtsho; shar tshang skal ldan rgya mtsho |
| Chinesische Bezeichnung                                                            |
| Vereinfacht: 夏日仓•噶丹嘉措                                                       |
| Pinyin:Xiaricang Gedan Jiacuo                                                      |

Shartshang Kelden Gyatsho  (tib. shar tshang skal ldan rgya mtsho; * 1607; † 1677) war ein bedeutender Mönch und Gelehrter aus der Gelug-Tradition des tibetischen Buddhismus. Er war der 1. Shartshang Rinpoche (shar tshang rin po che)  aus dem Kloster Rongwo in der Großgemeinde Rongwo im Kreis Tongren des Autonomen Bezirks Huangnan der Tibeter in der nordwestchinesischen Provinz Qinghai.
Er war ein Schüler des 4. Penchen Lama und des 5. Dalai Lama.